# Lepidothrix
Lepidothrix is een geslacht van zangvogels uit de familie manakins (Pipridae).

## Soorten
Het geslacht kent de volgende soorten:
- Lepidothrix coeruleocapilla – Blauwkapmanakin
- Lepidothrix coronata – Blauwkruinmanakin
- Lepidothrix iris – Opaalkruinmanakin
- Lepidothrix isidorei – Blauwstuitmanakin
- Lepidothrix nattereri – Sneeuwkapmanakin
- Lepidothrix serena – Witvoorhoofdmanakin
- Lepidothrix suavissima – Oranjebuikmanakin
- Lepidothrix velutina  – Fluweelmanakin
- Lepidothrix vilasboasi – Goudkruinmanakin